# Serguéi Karamchakov
Serguéi Zajarovich Karamchakov –en ruso, Сергей Захарович Карамчаков– (Askiz, 30 de julio de 1972) es un deportista soviético de origen jakasio que compitió en lucha libre.
Participó en los Juegos Olímpicos de Seúl 1988, obteniendo la medalla de bronce en la categoría de 48 kg. Ganó una medalla de bronce en el Campeonato Mundial de Lucha de 1987, en la misma categoría.

## Palmarés internacional
| Juegos Olímpicos   | Juegos Olímpicos           | Juegos Olímpicos  | Juegos Olímpicos |
| Año                | Lugar                      | Medalla           | Categoría        |
| ------------------ | -------------------------- | ----------------- | ---------------- |
| 1988               | Seúl (Corea del Sur)       | Medalla de bronce | 48 kg            |
| Campeonato Mundial |                            |                   |                  |
| Año                | Lugar                      | Medalla           | Categoría        |
| 1987               | Clermont-Ferrand (Francia) | Medalla de bronce | 48 kg            |